# دومينيك حوراني
دومينيك حوراني (7 أغسطس 1985 -)، عارضة أزياء ومغنية لبنانية، اشتهرت بأغانيها باللهجتين المصرية والسورية. ولها تجارب في التمثيل
ولدت لأسرة لبنانية ولديها أربع اخوة (بنتان وولدان). عملت بمجال عرض الازياء ثم دخلت مجال الغناء ولديها عدد من الأغاني المصورة فيديو كليب.
و من أشهر اغانيها (الخاشوقة - معقول مش معقول)

## وصلات خارجية
- دومينيك حوراني على موقع IMDb (الإنجليزية)
- دومينيك حوراني على موقع قاعدة بيانات الأفلام العربية
- دومينيك حوراني على موقع ميوزك برينز (الإنجليزية)